# 戈尔洛森
戈尔洛森是德国梅克伦堡-前波莫瑞州的一个市镇。总面积53.11平方公里，总人口525人，其中男性263人，女性262人（2011年12月31日），人口密度10人/平方公里。